# Miagrammopes kirkeensis
Miagrammopes kirkeensis är en spindelart som beskrevs av Benoy Krishna Tikader 1971. Miagrammopes kirkeensis ingår i släktet Miagrammopes och familjen krusnätsspindlar. Inga underarter finns listade i Catalogue of Life.